# Luscombe 8
Luscombe 8 je bila serija visokokrilnih dvosedežnih lahkih športnih letal, ki jih je zasnoval ameriški Luscombe Aircraft v  1930ih. Letala so imela fiksno pristajalno podvozje z repnim kolesom. Prvi let je decembra 1937. 
Model 8 je sledil Luscombovi tradiciji, da ni uporabljal lesa v konstrukciji. Prva letala so imela 50 konjski motor Continental A-50, na poznejših verzijah se je moč povečava od 65, 75 in na koncu 100 KM na najbolj sposobni verziji. Na letalo se je lahko namesto koles namestilo tido plovce za vzletanje in pristajanje na vodi. 
Skupno je bilo zgrajeno okrog 5867 letal. Trenutno je v proizvodnji verzija Luscombe LSA-8 s 100 konjskim Continental O-200 motorjem.

## Specifikacije (Silvaire 8-F)
Podatki iz Jane's All The World's Aircraft 1961–62;Taylor 1961, p. 321.
Splošne značilnosti
- Posadka: 1 pilot
- Število sedežev: 1 potnik
- Dolžina: 20 ft 0 in (6,10 m)
- Razpon kril: 35 ft 0 in (10,67 m)
- Višina: 6 ft 3 in (1,91 m)
- Površina kril: 140 sq ft (13 m2)
- Teža praznega letala: 870 lb (395 kg)
- Bruto teža: 1.400 lb (635 kg)
- Kapaciteta goriva: 95 L
- Pogon letala: 1 × Continental C90 4-valjni zračnohlajeni protibatni motor, 90 hp (67 kW)
- Propelerji: št. lopatic: 2 kovinski, s fiksnim vpadnim kotom, 5 ft 11 in (1,80 m) premer

Zmogljivost
- Maks. hitrost: 128 mph (206 km/h; 111 kn)
- Potovalna hitrost: 120 mph (104 kn; 193 km/h)
- Hitrost pri porušitvi vzgona: 40 mph (35 kn; 64 km/h) s spuščenimi zakrilci
- Doseg: 500 mi (434 nmi; 805 km)
- Višina leta (servisna): 17.000 ft (5.182 m)
- Hitrost vzpenjanja: 900 ft/min (4,6 m/s)

## Glje tudi
- Aeronca Champion
- ERCO Ercoupe
- Piper Cub
- Taylorcraft B